# William Beresford

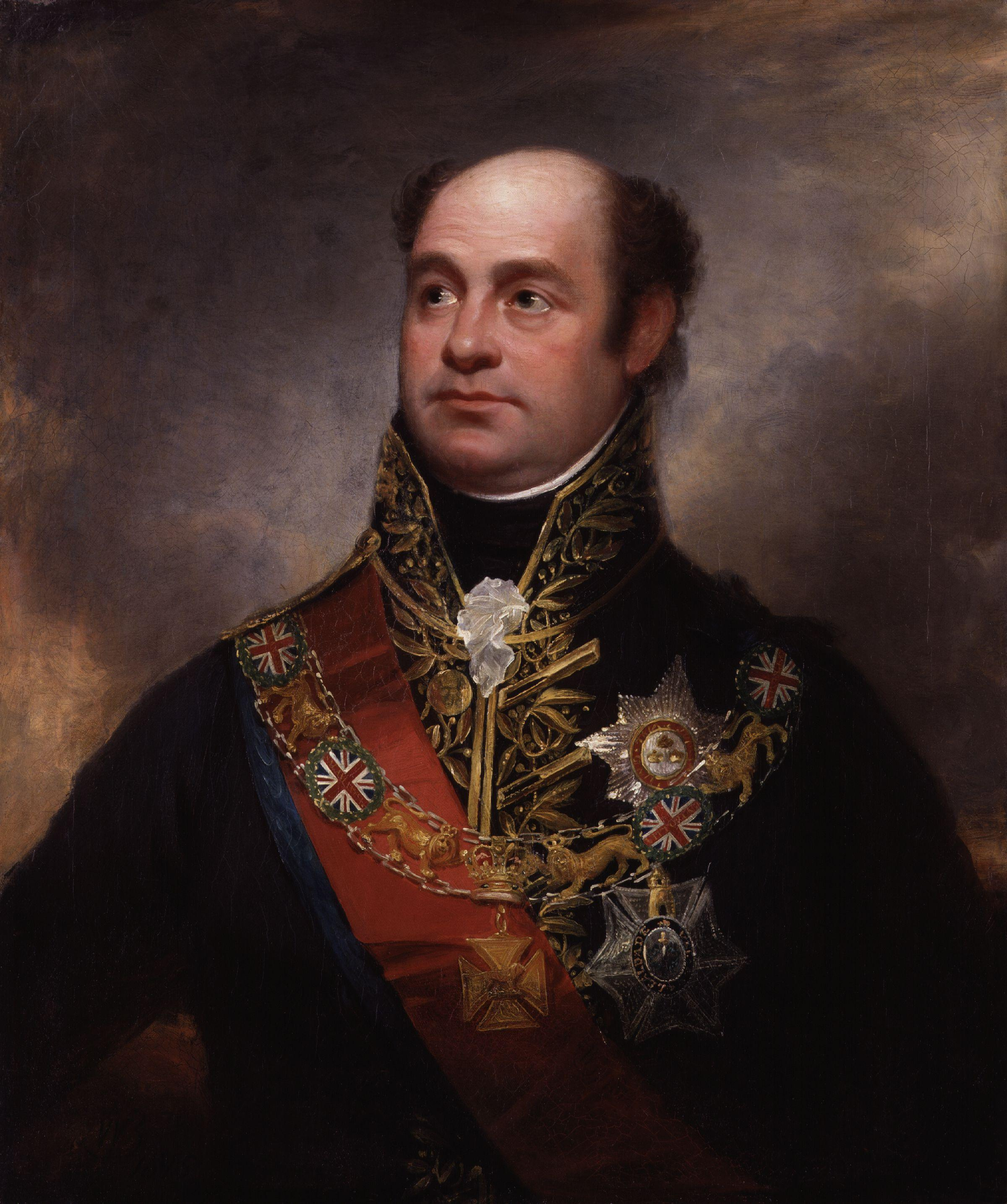
Marszałek Beresford w mundurze z gwiazdami Orderu Łaźni i Orderu Gwelfów oraz Krzyżem Złotym Półwyspu

William Carr Beresford (ur. 2 października 1768, zm. 8 stycznia 1854) – brytyjski żołnierz, polityk, pierwszy wicehrabia Beresford.

## Życiorys
Generał armii Brytyjskiej i Marszałek w armii Portugalskiej, który walczył wraz z Księciem Wellingtonem podczas wojny na Półwyspie Iberyjskim, która była częścią wojen napoleońskich. W 1828 roku otrzymał stanowisko master-general of the ordnance w pierwszym ministerstwie Wellingtona.
Został schwytany w czasie pierwszej inwazji na Buenos Aires w 1806 po tym, jak został pokonany przez obrońców miasta.
Najbardziej znaną akcją z jego niezależnym dowodzeniem była Bitwa pod Albuerą.
Odznaczony Krzyżami Wielkimi Orderów Łaźni (1815), Gwelfów (1818), Wieży i Miecza, Św. Ferdynanda i Zasługi, Św. Hermenegilda i Św. Ferdynanda, a także Krzyżem Złotym Półwyspu z siedmioma klamrami (za dowodzenie w jedenastu wygranych bitwach) oraz Medalem Służby Ogólnej Wojskowej z klamrami CIUDAD RODRIGO i EGYPT za udział w dwóch wygranych bitwach.